# Nabíl bin Tálib
Nabíl bin Tálib (arabsky نبيل بن طالب‎, Nabil Bentaleb; * 24. listopadu 1994, Lille, Francie) je francouzsko-alžírský fotbalový záložník a reprezentant, který působí v klubu LOSC Lille. V mládežnické kategorii U19 reprezentoval Francii, na seniorské úrovni hraje za Alžírsko. Účastnil se Mistrovství světa 2014 v Brazílii.

## Klubová kariéra
Rodák z Lille Nabíl bin Tálib hrál v mládežnickém věku ve Francii, za J.S Lille Wazemmes a Lille OSC. V patnácti letech mu nebyla nabídnuta nová smlouva, a tak se stěhoval do belgického RE Mouscron. Ani tam se nedokázal prosadit, následoval přesun do USL Dunkerque. 1. ledna 2012 ho získal zadarmo anglický klub Tottenham Hotspur, do A-týmu se dostal v létě 2013, premiéru v soutěžním zápase absolvoval 22. prosince 2013 v zápase proti Southamptonu.

## Reprezentační kariéra
Nabíl bin Tálib hrál v roce 2012 za francouzský mládežnický výběr U19, šlo o přátelský zápas 14. 11. 2012 proti Německu (porážka 0:3).
Od roku 2014 reprezentuje Alžírsko, v národním týmu „pouštních lišek“ (jak se alžírské fotbalové reprezentaci přezdívá) debutoval 5. března 2014 proti Slovinsku.
Bosenský trenér Alžírska Vahid Halilhodžić jej vzal na Mistrovství světa 2014 v Brazílii. Alžírsko postoupilo poprvé v historii do osmifinále MS, kde vypadlo s Německem po výsledku 1:2 po prodloužení. Bin Tálib odehrál všechny čtyři zápasy na šampionátu (tři v základní skupině H a jeden v osmifinále).